# Fantasy-Jahr 1961
Übersicht

◄◄ | ◄ | 1957 | 1958 | 1959 | 1960 | Fantasy-Jahr 1961 | 1962 | 1963 | 1964 | 1965 | ► | ►►

Weitere Ereignisse

## Neuerscheinungen Filme
| Deutscher Titel                   | Deutschsprachiges Erscheinungsjahr | Originaltitel                         | Regie                           | Anmerkungen |
| --------------------------------- | ---------------------------------- | ------------------------------------- | ------------------------------- | ----------- |
| Atlantis, der verlorene Kontinent | 1961                               | Atlantis, the Lost Continent          | George Pal                      |             |
| Der Gauner von Bagdad             | 1962                               | Il ladro di Bagdad                    | Arthur Lubin, Bruno Vailati     |             |
| Die Herrin von Atlantis           | 1961                               | Antinea, l’amante della città sepolta | Giuseppe Masini, Edgar G. Ulmer |             |

## Geboren
- Tom Arden († 2015)
- James Clemens
- Tom Holt
- Jasper Fforde
- Richard A. Knaak
- Ricardo Pinto
- Michael J. Sullivan
- Uschi Zietsch